# Hénoutmirê
Hénoutmirê (« La souveraine qui est pareille à Rê ») est une reine d'Égypte de la XIXe dynastie, elle est à la fois une fille et l'une des grandes épouses royales (honorifique) de Ramsès II,.

## Généalogie
Hénoutmirê a parfois été considérée comme la fille de Séthi Ier et Mouttouya et l'épouse de son frère Ramsès II. En réalité, elle est l'une des filles de Ramsès II, née peut-être aux alentours de l'an 20, et a donc épousé son père, tout comme d'autres filles du roi. Contrairement aux autres filles-épouses du roi, la position d'Hénoutmirê parmi les princesses n'est pas connue. Plusieurs des processions de princesses sont dégradées, peut-être était-elle la princesse Hénout... du temple de Séthi Ier à Abydos (no  26 de Fisher).
À une date indéterminée, Hénoutmirê épouse son père, devenant ainsi « épouse royale » vers l'an 35, avant de devenir plus tard « grande épouse royale », entre l'an 42 et 56. Ce statut d'épouse devait être honorifique. Il semble qu'Hénoutmirê était, avec Bentanat et Maâthornéferourê, l'une des principales épouses du roi à la fin du règne, avant de mourir pendant le règne de l'usurpateur Amenmes.

## Attestations
La princesse et reine est attestée par plusieurs documents, dont :
- la statue de trois mètres de haut de Mouttouya (Touia sur l'inscription de la statue), de provenance inconnue et aujourd'hui au Vatican, datée stylistiquement d'après l'an 20, mais datée probablement entre l'an 35 et l'an 42/56 du fait qu'Hénoutmirê porte le titre « d'épouse royale »[4] ;
- sur un côté d'une statue de Ramsès II en porte-enseigne exposée au musée gréco-romain d'Alexandrie, elle apparaît avec comme inscription :  « De sa chair, sa bien-aimée, la grande épouse royale, Hénoutmirê » (N(y) ḥt=f, mr(y.t)=f, ḥm.t n(y)-sw.t wr.t Ḥnw.t-mj-Rˁ) ;
- une statue d'Hénoutmirê a été découverte à Hermopolis, où elle est titrée de « grande épouse royale » ; la graphie des cartouches de Ramsès II permet de dater la statue entre l'an 42 et 56[4] ;
- la tombe QV75 dans la vallée des Reines, identifiée en 1986[4] ;
- le sarcophage d'Hénoutmirê a été récupéré par Horsaïset Ier, roi de Thèbes pendant la XXIIe dynastie, et a été découvert aux abords du temple de Médinet Habou ; ses inscriptions la mentionnent simplement comme « fille royale »[4] ;
- un vase canope de la reine, portant cette fois-ci le titre de « grande épouse royale », a été découvert près de la tombe[4].

## Sépulture
Sa tombe, nommée QV75, a été découverte dans la vallée des Reines par Christian Leblanc en 1986 (BIFAO, 88, 1988, p. 131-146). Il s'agit de la dernière creusée sur le versant nord du ouadi principal de la vallée.
La tombe est composée de deux chambres successives, accessibles chacune par un long escalier. Elle avait été préparée à l'avance, en attente pour une princesse, car de nombreuses mentions du titre de « fille royale » suivi d'un cartouche vide ont été trouvées dans la tombe. Mais deux textes de l'antichambre ont été actualisés pour recevoir le nom de la reine. L'un de ces textes la présente comme « l'Osiris fille royale de son ventre, son aimée, la grande épouse royale, maîtresse des Deux Terres, maîtresse [de Haute et Basse-Égypte] Hénout[mi]rê, juste de voix ».
La tombe a été pillée et, comme indiqué plus haut, des éléments du trousseau funéraire ont été découverts hors de la tombe : un vase canope et surtout le sarcophage qui a été réutilisé par Horsaïset Ier, roi de Thèbes pendant la XXIIe dynastie.